# Alférez mayor de los peones
El alférez mayor de los peones era el jefe principal de los peones o de la gente de a pie que servía en la guerra. 
Tenía a su cargo particular los peones que venían de diez en diez y de veinte en veinte de los lugares que no tenían Corregidor ni traían Capitanes y los distribuía en cuadrillas entregándolos a personas que tuviesen cargo de ellos, de ciento en ciento para que pudiesen servir mejor y si el Rey quería dar algunos peones a criados suyos para que tuviesen Capitanías, se sacaban de los peones que tenía el Alférez. Pero así éstos como todos los demás peones que el Rey mandaba venir a su servicio, se presentaban al Alférez, juntamente con los Contadores. El Alférez tenía libro de todos los peones que estaban en el Real para dar cuenta y razón siempre que se le pidiese y ninguno podía volverse su casa sin licencia firmada por el Alférez. 
Éste asistía de continuo en la tienda del Rey para cuando pidiese peones, lanceros o ballesteros o de cualquier otra manera pedirlos el Alférez a los otros Capitanes o Corregidores o sacarlos de los suyos. Tenía también el cargo de llevar la bandera con los peones que estaban a su cargo y con los otros que el Rey le mandaba el día de batalla o cuando pasaba por tierra de enemigos y se juntaba con la bandera Real. Traía caballo encubertado con cuello, testera y lanza guarnecida. Tenía de ración y quitación diez mil y doscientos maravedís y dos días de sueldo de cada peón que viniese a servir, uno de venida y otro de vuelta. 
Hoy ha quedado en título honorífico con el nombre de Alférez mayor de los Pendones de Castilla.